# Präsidentschaftswahl in Costa Rica 2022
Die Präsidentschaftswahl in Costa Rica 2022 war die 18. Präsidentschaftswahl in Costa Rica dieser Art unter der Verfassung von 1949. Dabei wurden sowohl der neue Staatspräsident als auch zwei Vizepräsidenten gewählt. Der erste Wahlgang fand am 6. Februar 2022, die Stichwahl am 3. April 2022 statt. Bei dieser setzte sich der Kandidat der Partido Progreso Social Democrático, Rodrigo Chaves Robles gegen den Kandidaten der Partido Liberación Nacional und Ex-Präsidenten José María Figueres Olsen durch und wurde somit zum Präsidenten gewählt. Parallel zum ersten Wahlgang wurden bei der Parlamentswahl alle 57 Mitglieder der Legislativversammlung neu gewählt.

## Hintergrund
Die letzte Präsidentschaftswahl zuvor fand 2018 statt. Dabei hatte es jedoch keinen klaren Favoriten gegeben und es konnte sich keiner der Kandidaten bereits in der ersten Runde durchsetzen. Diese konnte von Fabricio Alvarado Muñoz vom rechts-evangelikalen Partido Restauración Nacional mit 24,91 % der Stimmen vor Carlos Alvarado Quesada von der Mitte-links-Partei Partido Acción Ciudadana, der auch der vorherige Staatspräsident Luis Guillermo Solís angehörte, mit 21,63 % der Stimmen gewonnen werden. Beide Kandidaten zogen daraufhin mit ihren Kandidaten auf das Amt der Vizepräsidenten in die Stichwahl ein. Bei dieser konnte sich Carlos Alvarado Quesada mit 60,59 % deutlich gegen seinen konservativen Gegenkandidaten Fabricio Alvarado Muñoz durchsetzen und trat daraufhin am 8. Mai 2018 die Präsidentschaft an. Seine Amtszeit war in der zweiten Hälfte (ab 2020) vor allem durch die Bekämpfung der COVID-19-Pandemie und durch einen Korruptionsskandal geprägt, aufgrund dessen seine Zustimmungswerte zum Zeitpunkt der Wahl 2022 gerade einmal bei etwas mehr als 10 % lagen.

## Wahlsystem
Der Staatspräsident und die beiden Vizepräsidenten von Costa Rica werden direkt vom Volk gewählt. Dabei treten die Kandidaten gemeinsam als Teams an. Nach Artikel 138 der Verfassung von 1949 reicht es aus, im ersten Wahlgang 40 % der Stimmen zu erhalten, um zum Staatspräsident gewählt zu werden. Wenn keines der Teams mehr als 40 % der Stimmen erreicht hat, findet eine Stichwahl zwischen den beiden Teams statt, die in der ersten Runde die meisten Stimmen hinter sich vereinen konnten. Daneben müssen Präsidenten und Vizepräsidenten nach der Verfassung auch folgende Anforderungen erfüllen:
- Gebürtige Costa-Ricaner zu sein
- Säkular zu sein, also nicht dem Klerus anzugehören[4]
- Älter als 30 Jahre alt zu sein

Daneben sind auch die vorherigen beiden Präsidenten von der Wahl ausgeschlossen, eine Wiederwahl ist also nicht möglich. Daneben gelten besondere Hürden für Vizepräsidenten, Minister, Richter und Verwandte ehemaliger Präsidenten.

## Kandidaten
| Partei | Partei                                    | Ausrichtung                  | Kandidaten als                     | Kandidaten als               | Kandidaten als                |
| Partei | Partei                                    | Ausrichtung                  | Präsident                          | 1. Vizepräsident             | 2. Vizepräsident              |
| ------ | ----------------------------------------- | ---------------------------- | ---------------------------------- | ---------------------------- | ----------------------------- |
|        | Costa Rica Justa                          | Christdemokratie             | Rolando Araya Monge                | Orlando Guerrero Vargas      | Ana Lupita Mora Chinchilla    |
|        | Partido Accesibilidad Sin Exclusión       | Gesellschaftskonservatismus  | Óscar López Arias                  | Isabel Ramírez Castro        | Víctor López Jiménez          |
|        | Frente Amplio                             | Demokratischer Sozialismus   | José María Villalta Florez-Estrada | Patricia Mora Castellanos    | Gerardo Hernández Naranjo     |
|        | Partido Acción Ciudadana                  | Sozialdemokratie             | Welmer Ramos González              | Emilia Molina Cruz           | Sebastián Urbina Cañas        |
|        | Alianza Demócrata Cristiana               | Konservatismus               | Christian Rivera Paniagua          | Jessie Murillo Moya          | David Alfaro Mata             |
|        | Unión Costarricense Democrática           | Zentrismus                   | Maricela Morales Mora              | Braunio Rosales Ureña        | Anais Sequeira Vega           |
|        | Movimiento Social Demócrata Costarricense | Sozialdemokratie             | Roulan Jiménez Chavarría           | Carmen Pérez Ramírez         | Édgar Rodríguez Ramírez       |
|        | Justicia Social Costarricense             | Sozialdemokratie             | Carmen Quesada Santamaría          | Walter Quesada Fernández     | Maribel Vallejos Vallejos     |
|        | Partido Liberal Progresista               | Liberalismus                 | Eliécer Feinzaig Mintz             | José Miguel Aguilar Berrocal | Rocío Briceño López           |
|        | Unión Liberal                             | Paläolibertarismus           | Federico Malavassi Calvo           | Luis Guillermo Lépiz Solano  | Cohymbra Sáenz Carazo         |
|        | Movimiento Libertario                     | Liberalismus                 | Luis Alberto Cordero Arias         | Rocío Solís Gamboa           | Royner Mora Ruiz              |
|        | Encuentro Nacional                        | Agrarismus                   | Óscar Campos Chavarría             | Verónica Esquivel Campos     | Juan Luis Sáenz Ruiz          |
|        | Fuerza Nacional                           | Populismus                   | Greivin Moya Carpio                | Natalia Mora Escalante       | Alberto Rodríguez Baldí       |
|        | Partido Integración Nacional              | Gesellschaftskonservatismus  | Walter Múñoz Céspedes              | Ileana Vargas González       | Luis Fernando Astorga Gatjens |
|        | Partido Liberación Nacional               | Sozialdemokratie             | José María Figueres Olsen          | Álvaro Ramírez Bogantes      | Laura Arguedas Mejía          |
|        | Partido Restauración Nacional             | Konservatismus               | Eduardo Cruickshank Smith          | Xiomara Rodríguez Hernández  | Leticia Arguedas Solís        |
|        | Partido Nueva Generación                  | Konservatismus               | Sergio Mena Díaz                   | Shirley Díaz Mejías          | Édgar Evans Meza              |
|        | Partido Nueva República                   | evangelikaler Konservatismus | Fabricio Alvarado                  | Francisco Prendas Rodríguez  | Alexandra Loría Beeche        |
|        | Partido Nuestro Pueblo                    | Christian Left               | Rodolfo Piza Rocafort              | Román Navarro Fallas         | Vanessa Calvo González        |
|        | Partido Republicano Social Cristiano      | Christdemokratie             | Rodolfo Hernández Gómez            | Lorena Solano Villaverde     | Giovanni Rodríguez Solís      |
|        | Partido Unidad Social Cristiana           | Christdemokratie             | Lineth Saborío Chaverri            | Franco Pacheco Arce          | Gabriela de San Román Aguilar |
|        | Partido Progreso Social Democrático       | Sozialdemokratie             | Rodrigo Chaves Robles              | Stephan Brunner Neibig       | Mary Munive Angermüller       |
|        | Pueblo Unido                              | Kommunismus                  | Martín Chinchilla Castro           | Andrea Cordero Vargas        | Marco Castillo Rojas          |
|        | Unidos Podemos                            | Liberalismus                 | Natalia Díaz Quintana              | Ileana González Cordero      | José Alberto Grillo Rosanía   |
|        | Partido de los Trabajadores               | Trotzkismus                  | Jhonn Vega Masís                   | Jessica Barquero Barrantes   | Greivis González López        |

## Wahlergebnis
|  |  |

|  |  |

|  |  |

|  |  |

|  |  |

|  |  |

|  |  |

|  |  |

|  |  |

|  |  |

|  |  |

|  |  |

|  |  |

|  |  |

|  |  |

|  |  |

|  |

|  |

|  |  |

|  |  |

|  |

|  |

|  |

|  |  |

|  |

|  |

|  |  |